# Dopé Doux
Dopé Doux est un cheval gris de race Selle français, médaille de bronze en individuel de concours complet d'équitation aux Jeux équestres mondiaux de 2002, avec son cavalier Enrique Sarasola. Auparavant, Dopé Doux a été champion de France de concours complet de 7 ans, avec Marie-Christine Duroy.

## Histoire
Dopé Doux naît le 15 mai 1991. Il est castré le 26 août 1997.
Il est député par la cavalière française Marie-Christine Duroy, avec qui il remporte le CCI** du Lion d’Angers en 1997, le championnat de France des Chevaux de 7 ans l'année suivante, puis est sacré vice-champion de France de sa discipline en 1999. Duroy considère Dopé Doux comme l'un des chevaux qui ont marqué sa carrière.
Marie-Christine Duroy vend finalement Dopé Doux au cavalier espagnol Enrique Sarasola. Ce dernier décroche la première médaille pour l'Espagne dans la discipline du concours complet d'équitation lors des championnats d'Europe de Pau, en octobre 2001,. Il réitère une bonne performance lors du concours de Badmington en 2003.

## Description
Dopé Doux est un cheval hongre de robe grise, inscrit au stud-book du Selle français,. Il est cependant facteur d'Anglo-arabe, car possédant 17,7 % d'origines arabes.